# Jakob Biskubicz
Jakob Biskubicz vagy Jakub Biskupicz (Hrubieszów, Lengyelország, 1926. március 17. – Ramat Gan, Izrael, 2002.) a sobibóri megsemmisítőtábor egyik túlélője.

## Élete
Családjával 1942 májusában érkezett Sobibórba egy 2000 emberből álló transzportban. A szelektálás során 32-en maradtak Sobibórban, 80 foglyot pedig egy másik táborba szállítottak tovább. Előbbiek közül húszat a III-as lágerbe vittek, ahol a holttestek elégetésében kellett részt venniük. Jakob feladata a hátrahagyott ruhák és dokumentumok megsemmisítése volt. Később asztalosként dolgozott, és 8 vagy 9 hónapig a Bahnhofskommando tagja volt. Az 1943. október 14-i szökés idején egy David nevű fiúval vodkásüvegekkel teli ládákat pakoltak le egy teherautóról Erich Bauer SS-Scharführer felügyeletével.  Amikor megindult a lázadás, menekülni próbáltak. Míg Davidot Bauer lelőtte, Jakobnak sikerült elfutnia. Ezek után a  IV-es lágerben bujkált. Éjjel késsel átvágta a szögesdrótot, és az erdőbe menekült. Néhány hét múlva csatlakozott a parczewi partizánokhoz. A háború után, 1949-ben Izraelbe emigrált.
Több alkalommal beszámolt a sobibóri táborról: 1962 májusában, Tel-Avivban rögzítették a vallomását, 1963-ban Tel-Avivban több másik sobibóri túlélővel (Ada Lictman, Itzhak Lichtman, Dova Freiberg, Abraham Margulies és Symcha Białowicz) beszélgetett, 1965-ben vallomást tett Kurt Bolender  SS-Oberscharführer ellen, annak perében. Bolender a következő évben meghalt. 1992-ben egy nyolc részből álló interjút rögzítettek vele, melyet később DVD-n is kiadtak.